# なぜ私は私なのか
「なぜ私は私なのか」（なぜわたしはわたしなのか、英:Why am I me ?）は哲学の一分野である形而上学、または心の哲学の領域で議論される問題のひとつ。この問題は様々な形で定式化されるが、最も一般的には次のような形で表される問題である。
世界中に今現在、沢山の人がいる、また今までに数多くの人が生まれてきて、これからも多数の人が生まれてきて死んでいくだろう。しかしそれにも拘らず「なぜ私は他の誰かではなく、この人物なのか？」（Why am I me, rather than someone else?）
この問いには色々な名称がある。たとえば「私の問題（わたくしのもんだい）」、これは日本の哲学者永井均が使用する山括弧付きの〈私〉という表記法を使って「〈私〉の問題（やまかっこわたくしやまかっことじの-）」と表記されることもある。またオーストラリアの哲学者デイヴィッド・チャーマーズが提出した「意識の難問（The Hard Problem of Consciousness）」という概念と対比させて「意識の超難問（The Harder Problem of Consciousness）」と言われることもある。また、問いの内容が「なぜ今、ここなのか？」というものであることから、「今・ここの問い（いま・ここのとい）」と言われることもある。
日本のいくらかの心理学者たちは、この問いを心理学的な観点から研究している。といっても哲学者たちがしているように思索を通して問いを論じている、というわけではなく、この問いを発する人間の心理状態について、アンケートや聞き取り調査などを通じて統計的・科学的に調査・分析する、という形で研究を行っている。こうした心理学的な研究の文脈の中においては、「なぜ私は私か？」といった問いを発する心理状態・経験のことは「自我体験（Ego experience）」と呼ばれている。

## 概要

これはあなたとあなたの友人4人が、一緒に食事をしている場面を抽象化した図である。この図ではすべての人が同じ○で描かれている。(下図に続く…)

しかし実際のところ、上の図のようではなく、事態はこの図のように描くのが適切なものとなっている。つまり、五つの体の中で、ひとつの体（●）だけが、特殊なあり方をしている。すなわち、その体についている眼球だけを通して世界が見えている（他の眼球を通しては見えない）。その体だけがつねられると痛い（他の体はつねられても痛くない）。その体だけが動かそうとして動かせる（他の体は動かせない）。（下図に続く…）

さらに事態は、この図のように描くのがより適切なものとなっている。つまり世界はある一つの体に中心化され、そこから開けている。すなわち他のどの体（○）が消滅しても、それは「世界」（図中吹き出し）内部の一つの出来事でしかない。しかしあるひとつの体（●）の消滅だけは、「世界」内の出来事でなく、「世界」の消滅である。
なぜ事態は一番上の図のようではなく、この図のように、ある特定の地点へと中心化された特殊なあり方を＜現に＞しているのか？

この問題において問われていることは、あまりにも当たり前のことである。あまりにも当たり前すぎて、日常の社会生活においては、このことは全く問われることなくすまされている。とはいえこれは哲学者だけが問うてきた問いではなく、むしろ普通の人がそれぞれの人生の中でふと出会う問いのひとつである。すべての人がこの問いと出会うわけではないが、渡辺が日本の全国の大学生を対象として調査した結果では、およそ10人に一人に近い高率で、この種の問いが発生していたという。また、こうした問いを初めて体験する時期については、天谷の調査によれば、小学校後半から中学一年生を中心とした時期が多いと言う。

## 歴史
17世紀のフランスの哲学者ブレーズ・パスカル（1623年 - 1662年）は、次のような記述を残している。
パスカルはこうして問いを発しはしたが、この問いに特に答えようとはしなかった。
18世紀のスコットランドの哲学者トマス・リード（1710年 - 1796年）が当時の高名な裁判官ケイムズ卿（Henry Home, Lord Kames）に宛てた手紙に次のような文章がある。
ここでトマス・リードが示したような、脳や身体の複製または再構成を伴うような思考実験というのは、20世紀になって以降も、様々なバリエーションをもって哲学者たちによって論じられている。有名なものとしてたとえばデレク・パーフィットによる遠隔輸送機の思考実験などがある。
20世紀初頭、オーストリア出身の理論物理学者エルヴィン・シュレディンガー（1887年-1961年）は次のような形でこの問題を記した。
シュレディンガーはこの問題について「…これまでインドのサーンキヤ哲学においてのみ重要視されてきたと思われる…」と記しているが、実際西洋圏ではこの問いはさほど活発に問われていない。西洋哲学、現代の分析哲学の流れの中では、似ているが若干違った形の問い、人格の同一性（Personal identity: 異なる時間的（空間的）位置にある人間が、同じ個人であると言えるための条件というのは何か、という形の問い）が、本稿の問いを含む周辺の様々なトピックを代表する一つのキーワードとなっている。そしてその点を中心とする議論の中で本稿の問いへの言及が時にあるといった形の扱いが主となっている。

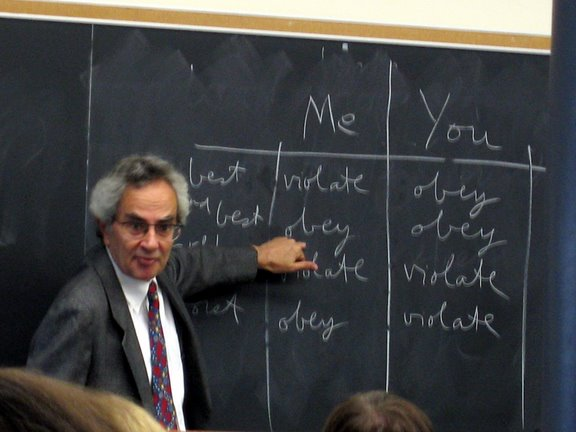
哲学者トマス・ネーゲル。本稿の問いを議論してきた哲学者として、英語圏で最も代表的な人物。

20世紀以降において、英語圏でこの問題を最も積極的に議論してきた哲学者はユーゴスラビア出身のアメリカの哲学者トマス・ネーゲルである。ネーゲルは一人称的な世界の眺め、つまり自分が体験している主観的な今・ここからの眺めと、特定の中心を持たない無中心の客観的な世界の記述、この二つの対比を通じて、問題を語った。
客観的な世界記述のなかで、今体験している主観がなぜこの人物から開けているのか、つまりわたしがなぜこの人物なのか、という点について必然性がなく偶然的に思える、とした。
ネーゲルは、こうした問いを発するその基本的な動機である「驚き」について、次のように語った。

## 解答の候補
解答の候補としては、
1. 「擬似問題である」
2. 「私しかいない」
3. 「ただそうなっている、としか言えない」
4. 「私は生きとし生けるもの全てである」
5. 「私は全世界である」
6. 「「私」も消滅している」

がある。しかし、いずれも正解という解答には至っていないのが実状である。

### 私しかいない
独我論と呼ばれる立場には様々なバリエーションがある。単に「自分の感じていることは分かるが、他者の感じていることは分からない」というごく常識的なことを言うだけのものから、最も強い形の立場として「この世界はすべて私が見ている夢のようなものである」という立場まである。このうち最も強い立場を取った場合、それは本稿の問題に対する解答となり得る。つまり他者などそもそもおらず、周囲に見える机や椅子も実在はしていない、ただ私が感じているこの夢としてだけそれらはある、とする。そうすると「私はなぜこの人物か」という形の問いは基本的に解消される事となる。なぜならそもそもこの夢しかなく、この夢だけがあり、それ以外には何もないからである。
永井均に言わせれば、この立場を取った場合、本稿の問いは基本的に存在の問いへと収斂する。つまり「なぜこの夢が無いのではなく、あるのか」と「なぜこの夢はこうした風になっているのか、別様ではないのか」という二つの問いが残され、それが存在の問い「なぜ何もないのではなく、何かがあるのか」と「なぜ世界はこのようになっているのか」という問いと合致する。
本稿の問いに対し独我論という立場を用いて解答する方法は理論的にはよく知られたものではあるが、この立場を本当に正しいものとして真剣に主張している者は（少なくとも有名な哲学者の中には）見られない。

### ただそうなっている、としか言えない
哲学者永井均は、この問いには、おそらく答えがないだろうとしている。
つまり問いで問われている事実というのは現に成立している事だが、それに対する説明はない、ただそうなっているとしか言えない、これはそういう事実（ナマの事実）であろう、とする。

### 私は生けとし生けるもの全てである

心理学渡辺恒夫は、永井均の独在論（図中a）における<私>の特別性を解消するため、ある一人・ある一つの何かが全生物を転生していっているという遍在転生観を主張した（図中c）。世間で俗に言われる輪廻転生──ある人物が死ぬと、それ以後に生まれた誰か他の人物に生まれ変わるという考え、すなわち「私の前世はマリー・アントワネットだった」など──は、渡辺の分類では独我転生観（図中b）に位置づけられる。

心理学渡辺恒夫は、遍在転生観（へんざいてんしょうかん）という立場を主張している。渡辺は、永井均の独在論（図中a）における<私>の特別性を解消するため、私は生けとし生けるもの全てである、という遍在転生観を主張した（図中c）。渡辺自身は科学者であるが、こうした形而上学的立場の主張に自身のキャリアに基づくような科学的な根拠づけは一切ない、と明言している。つまりこれは科学的な主張ではなく、あくまで形而上学的な主張である。渡辺は理論が持つ主たる意義として主に次の二点を挙げている。まず一点目として、永井均が取るような立場において現れる<私>の神秘、これを遍在転生観であれば破ることが出来るということ。つまり遍在転生観ならば永井の<私>を脱神秘化するが可能であるとしている。次に二点目として、こうした形而上学は倫理的に意味があるとしている。つまりどんなに自分が嫌いな相手であっても、または自分にとってどうでもいいと思える人物であったとしても、あれは昔の私かもしれない、または、やがて私はあいつになる、と思っているならば、そうした人物に対してもより深い共感の念を持って接することが可能になるだろう、としている。渡辺のこの考え方は一見荒唐無稽にも思える。しかし素粒子物理学の領域において一電子仮説のような捉え方が可能であることを踏まえると、完全に荒唐無稽なものとも言い切れないだろう、と渡辺は言う。
図を見ると分かるように、渡辺の考え（図中c）は、物理的な時間を前後して転生というものが行われている。この問題を解決するために、（それにそって転生の体験が起きるような）新たなもうひとつの時間軸の導入が必要だろう、と渡辺はしている。渡辺の遍在転生観に対し、哲学者の三浦俊彦は、こうした新しい時間軸の導入などを行なっても、その新しい時間軸上の中でなぜ今この位置にいるのか、これが結局説明されないのであるから当初の問題は何も解決されていない、つまり解答として成立していない、と批判している。

### 私は全世界である
この問題に対してオーストリア出身の理論物理学者エルヴィン・シュレディンガーは梵我一如の考えを支持した。「通常の理性では信じがたいことかもしれないが」と前置きした上で、次のように述べた。
シュレディンガーがこの問題に関して述べている主張は大きく二つに絞られるが、一つは時間において現在しかないということ、もう一つはすべての意識がひとつであるということ、である。シュレディンガーはこの点について、おそらく読者（として想定される西洋人たち）はこうした主張を何かの暗喩としてしか理解しないだろうが、私（シュレディンガー）は文字通りの意味でこのことを言っている、ということを繰り返し述べている。
この時間において現在しかないという点について、これは色々な哲学者がしばしば取ってきた立場であるが、シュレディンガーは次のように表現している。
次にすべての意識がひとつであるという点について、こうした主張をするものは哲学者にもあまり見られないが、シュレディンガーはこうした事が言える背景として主に次の二つのことを強調している。一つは、意識については普通のメレオロジカルな関係、つまり一般的な部分・全体関係というのが成り立たないのだということ。そして次に、意識については普通の数量的関係、つまり例えば一人の悲しみより千人の悲しみの方がより悲しい、といったことは成り立たないのだということ、である。

### 「私」も消滅している
唯識によれば、「私」は時間的に継続しておらず、一瞬のうちに消滅している。一瞬前の「私」の消滅によって今の「私」が生成され、今の「私」の消滅により一瞬後の「私」が生成される。その結果、右の図の私（●）はその特権的な立場を失い、他の４人（○）と同様に一瞬で消滅する（また「世界」も一瞬で消滅する）。不連続で非同一の「私」を継続しているように感じるのは末那識による幻想だという。
フランシスコ・バレーラは、認知科学の見地からこの非連続の「私」を説明している。

## 関連する話題
- この問題は倫理学における利己主義の問題と関わる。他者の痛みが痛くないこと、自分の痛みだけが痛いこと、この基本的な事態が利己主義というものが成立しうる基盤を提供している。もし他者の痛みが、自分の痛みと同様に、痛いならば、利己主義を貫徹することには強い困難が伴う。
- この問題は生と死の問題と関わる。死には色々な定義を与えることが可能だが、死とは特殊なあり方をしたこの<私>の永遠の消滅である、という形で捉えて議論することができる。たとえば今の自分の体が分解され、直後にスワンプマンのような自分の物理的コピーが現れたとしても、そのスワンプマンが<私>でないならば（つまり「スワンプマンの目を通して世界が見える」のでないならば）、それは<私>にとって死である、といった形の議論ができる。